# 楠绵斑蚜属
楠绵斑蚜属（学名：Machilaphis）为蚜科的一个属。

## 物种
本属包括以下物种：
- 楠木绵蚜 Machilaphis machili (R.Takahashi, 1928)
- Machilaphis pseudomachili Quednau, 2010